# Raevyn Rogers
Raevyn Rogers, född 7 september 1996, är en amerikansk friidrottare.
Vid Världsmästerskapen i friidrott 2019 tog Rogers silver på 800 meter. Vid olympiska sommarspelen 2020 i Tokyo tog Rogers brons på 800 meter.